# 京都市立音羽川小学校
京都市立音羽川小学校（きょうとしりつ おとわがわしょうがっこう）は京都府京都市山科区音羽西林にある公立小学校。

## 沿革
- 1980年（昭和55年）4月1日 - 京都市立音羽中学校の移転後の跡地に開校[1]。

## 卒業後の進路
卒業後は基本的に京都市立音羽中学校に進学する。